# انتخابات مجلس النواب الأمريكي 2020
انتخابات مجلس النواب الأمريكي 2020 أجريت في 3 نوفمبر 2020 لانتخاب ممثلين من جميع دوائر الكونغرس البالغ عددها 435، بالتزامن مع العديد من الانتخابات الفيدرالية والمحلية الأخرى، بما في ذلك الانتخابات الرئاسية وانتخابات مجلس الشيوخ.